# Flumpet
El flumpet es un instrumento de viento-metal híbrido entre una trompeta y un fliscorno.
Fue inspirado por Art Farmer, un músico virtuoso de jazz que utilizaba tanto una trompeta como un fliscorno. Interpretaba con la misma facilidad ambos instrumentos, pero pasaba de uno a otro para aprovechar las cualidades tonales de cada uno de ellos. La trompeta es más estridente, el fliscorno más suave.
La Corporación Monette realizó el primer diseño y fabricaron un prototipo de flumpet para Art Farmer en 1989.
Mark Isham también ha interpretado un flumpet de Monette (construido por él en 1995).